# اوتمار گوتمان
اوتمار گوتمان (به آلمانی: Otmar Gutmann) تهیه‌کننده تلویزیون، انیماتور و کارگردان  اهل آلمان بود که در ۲۴ آوریل ۱۹۳۷ در شهر مونسترتال آلمان به دنیا آمد و در ۱۳ اکتبر ۱۹۹۳ در شهر روسیکون سوئیس از دنیا رفت.

بیشتر شهرت گوتمان برای خلق شخصیت کارتونی پینگو است که پنگوئن کوچکی است که با خانواده و اطرافیانش ماجراهایی را به وجود می‌آورد.

اوتمار گوتمان مجموعه کارتون پینگو را در استودیوی تریکفیلم‌استودیو (Trickfilmstudio)‏  در روسیکون سوئیس بین سال‌های ۱۹۸۶ تا ۱۹۹۸ تولید کرد. وی نویسنده بعضی از قسمت‌های این مجموعه نیز بوده‌است  .

گوتمان پایه‌گذار شرکت The Pygos Group است که اکنون زیر نظر HiT Entertainment همچنان فعالیت می‌کند.
این استودیو پس از تولید این مجموعه به علت نامعلومی بسته شد.

## خلق پینگو
اوتمار گوتمن در مورد دلیل خلق شخصیت پینگو می‌گوید:

هدف من با پینگو نشان دادن احساس من در مورد دنیای حیوانات بود، اینکه بدانیم ما بدون دیگران هیچ هستیم. بهره گیری از یک پنگوئن همچنین می‌تواند یاد آورنده یا ایجادکننده حساسیت و توجه به موضوعات گوناگون محیط زیست مانند افزایش دمای کره زمین، کاهش منابع طبیعی نیز باشد.